# Sittenmandat
Sittenmandate waren Vorschriften, die in Orten der Eidgenossenschaft den sittlichen Bereich und das tägliche Leben zu regeln versuchten (Gesetze). Sie entsprechen der «Polizey»-Gesetzgebung in anderen Teilen Europas und dienten u. a. der Sexual- und Sozialdisziplinierung (Unzucht). Die Bezeichnungen sind uneinheitlich: Ordnung und Satzung, Mandat und Vermahnung, Ehemandat, Grosses Bussmandat, Polizeimandat, Sitten- und Aufwandmandat, Sabbatsmandat, Stadtmandat, Landmandat.